# Distretto di Huallanca (Huaylas)
Il distretto di Huallanca è un distretto del Perù nella provincia di Huaylas (regione di Ancash) con 955 abitanti al censimento 2007 dei quali 400 urbani e 555 rurali.
È stato istituito il 14 aprile 1950.